# Madison Wilson
Pour les articles homonymes, voir Wilson.
Madison Wilson, née le 31 mai 1994 à Roma, est une nageuse australienne spécialiste du dos crawlé.
Elle détient, depuis 2022, le record du monde du 4 × 200 mètres nage libre avec l'équipe d'Australie.

## Carrière sportive
Elle est vice-championne du monde 2015 du 200 m dos, battue par sa compatriote Emily Seebohm et participe au relais 4 × 100 m nage libre qui sera champion du monde cette année-là.
Lors des Jeux du Commonwealth, le 31 juillet 2022 à Birmingham, elle s'empare du record du monde du 4 × 200 mètres nage libre en 7 min 39 s 29 en compagnie de Mollie O'Callaghan, Kiah Melverton et Ariarne Titmus.

## Palmarès

### Jeux olympiques
- Jeux olympiques de 2016 à Rio de Janeiro :
  -  Médaille d'or du relais 4 × 100 m nage libre (ne participe pas à la finale)
- Jeux olympiques d'été de 2020 à Tokyo ( Japon) :
  -  Médaille d'or du relais 4 × 100 m nage libre (ne participe pas à la finale)
  -  Médaille de bronze du relais 4 × 200 m nage libre

### Championnats du monde
Grand bassin
- Championnats du monde 2015 à Kazan ( Russie) :
  -  Médaille d'or au titre du relais 4 × 100 m nage libre (ne participe pas à la finale)
  -  Médaille d'argent sur 100 m dos
  -  Médaille de bronze au titre du relais 4 × 100 m quatre nages (ne participe pas à la finale)
- Championnats du monde 2017 à Budapest :
  -  Médaille d'argent au titre du relais 4 × 100 m nage libre (ne participe pas à la finale)
  -  Médaille de bronze au titre du relais 4 × 200 m nage libre
- Championnats du monde 2019 à Gwangju ( Corée du Sud) :
  -  Médaille d'or au titre du relais 4 × 100 m nage libre (ne participe pas à la finale)
  -  Médaille d'or au titre du relais 4 × 200 m nage libre
  -  Médaille d'argent au titre du relais 4 × 100 m quatre nages (ne participe pas à la finale)
  -  Médaille d'argent au titre du relais 4 × 100 m nage libre mixte (ne participe pas à la finale)
- Championnats du monde 2022 à Budapest ( Hongrie) :
  -  Médaille d'or au titre du relais 4 × 100 m nage libre
  -  Médaille d'or au titre du relais 4 × 100 m nage libre mixte
  -  Médaille d'argent au titre du relais 4 × 200 m nage libre
  -  Médaille d'argent au titre du relais 4 × 100 m quatre nages (ne participe pas à la finale)
- Championnats du monde 2023 à Fukuoka ( Japon) :
  -  Médaille d'or au titre du relais 4 × 100 m nage libre (ne participe pas à la finale)
  -  Médaille d'or au titre du relais 4 × 200 m nage libre (ne participe pas à la finale)
  -  Médaille d'or au titre du relais 4 × 100 m nage libre mixte (ne participe pas à la finale)
  -  Médaille d'argent au titre du relais 4 × 100 m quatre nages (ne participe pas à la finale)

Petit bassin
- Championnats du monde 2014 à Doha ( Qatar) :
  -  Médaille d'argent au titre du relais 4 × 100 m quatre nages
  -  Médaille de bronze au titre du relais 4 × 200 m libre

### Jeux du Commonwealth
- Jeux du Commonwealth de 2022 à Birmingham (Angleterre) :
  -  Médaille de bronze du 200 m nage libre
  -  Médaille d'or du 4 × 200 m nage libre

## Records mondiaux
| Épreuve                           | Temps              | Compétition          | Lieu                   | Date            |
| 4 × 200 m nage libre grand bassin | 7 min 39 s 29 (RM) | Jeux du Commonwealth | Birmingham, Angleterre | 31 juillet 2022 |